# Старий собор Саламанки
Кафедральний собор Санта-Марія (ісп. Catedral Vieja de Santa María), відомий як Старий собор, є одним із двох соборів у Саламанці, Кастилія і Леон, Іспанія. Виконаний у романському та готичному стилях. Заснований єпископом Ієронімом Перигорським у першій третині XII століття. Будівництво тривало до кінця XIV століття та завершилося завдяки підтримці єпископа Альфонсо Барасаке. Спочатку собор слугував головним храмом міста, поки у XVI столітті поруч не розпочалося будівництво сусіднього, більшого, Нового собору. Цей Новий собор стоїть впритул до Старого і ділить із ним спільну дзвіницю.

## Архітектура
Горизонтальний план собору виконаний у формі латинського хреста, складається з трьох поздовжніх нефів, трансепта та вівтаря з трьома напівкруглими апсидами, кожна з яких має зовнішні напівкруглі арочні вікна. Його довжина становить 52 метри, ширина — 9,2 метра, а висота — 16,7 метра; бічні нефи мають розміри відповідно 50 x 5,5 x 11,2 метрів. З огляду на статус Саламанки як прикордонного міста під час Реконкісти, собор спочатку був побудований з елементами фортифікацій, включаючи вали та зубці. Цей військовий характер приніс будівлі прізвисько «fortis salmantina» («фортеця Саламанки»). З часом ці елементи були втрачені або змінені. Зокрема дах, колись доступний для оборонних цілей, був замінений похилим мавританським черепичним дахом.
Купол собору, відомий у народі як Торре-дель-Гальо («Вежа півня»), різко підноситься над трансептом. Побудований близько 1150 року, купол підтримується чотирма масивними пандантивами та спирається на внутрішній барабан із шістнадцяти колон, пронизаний 32 вікнами та увінчаний 16 ребрами, що сходяться на вершині. Зовні він має конічний силует, прикрашений виступами в формі лусок. Споруда увінчана флюгером у формі півня. Архітектурно купол є частиною регіональної традиції, відомої як «куполи Дуеро», також звані леонськими або візантійсько-леонськими куполами. Ця група включає подібні куполи в соборах Самори, Пласенсії та колегіальної церкви Торо. Між внутрішнім і зовнішнім куполом міститься наповнювач із гравію та землі.
Оригінальний романський фасад Старого собору Саламанки не зберігся повністю, оскільки пізніше його приховала барокова прибудова XVIII століття. Цей новіший фасад оточений двома вежами різного вигляду. Ліворуч стоїть Торре-де-лас-Кампанас (Дзвіниця), згодом інтегрована в структуру сусіднього Нового собору, фактично об'єднавши дві будівлі. Праворуч — Торре-Моха — буквально «Коротка вежа», що не була завершена. Після Лісабонського землетрусу 1755 року стійкість дзвіниці посилили масивним кам'яним насипом із лівого боку фасаду, що приховав частину архітектурної композиції.
Біля собору розташований клуатр, оточений декількома каплицями, присвяченими різним святим.

## Оздоблення

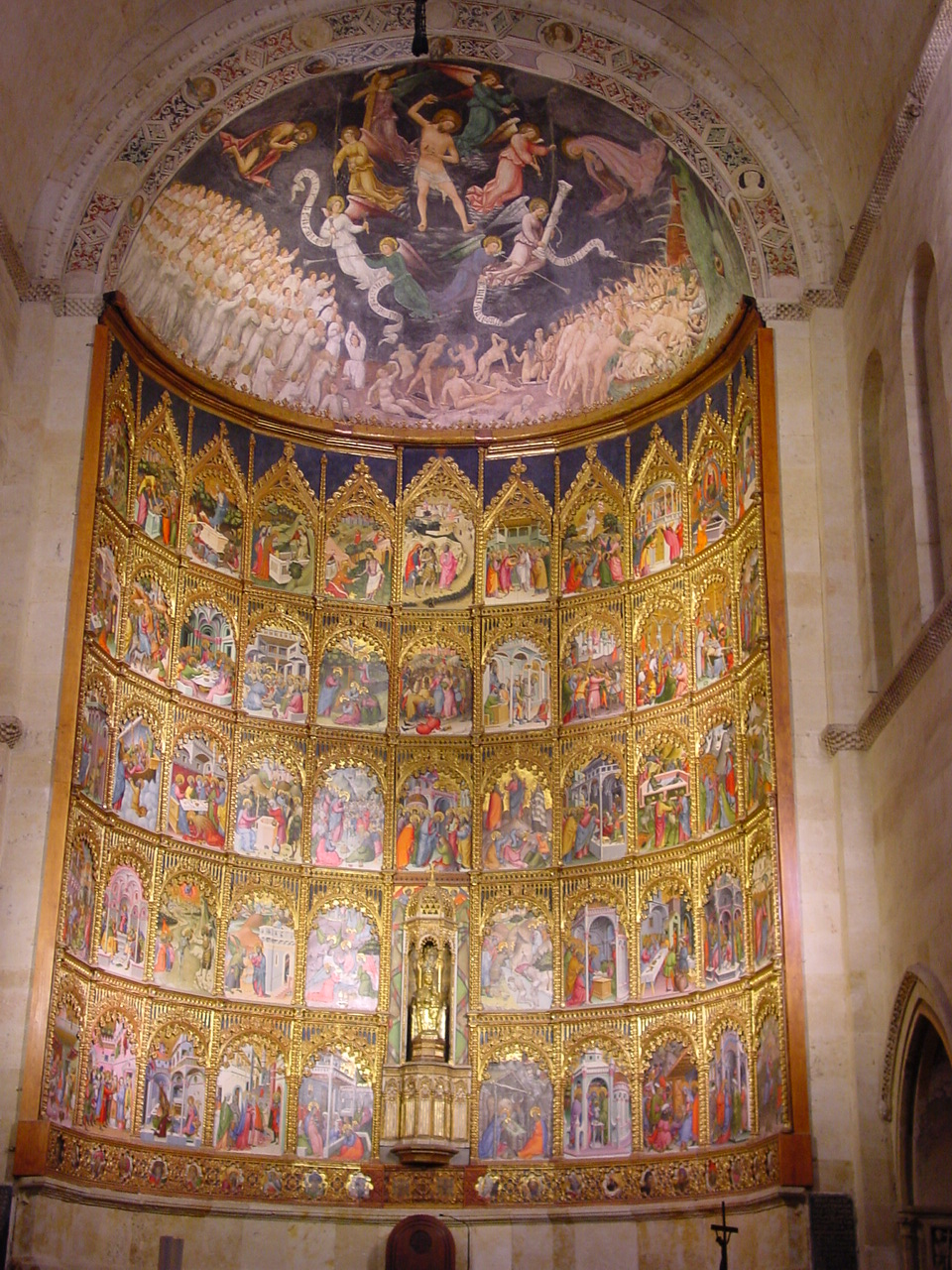
Головний вівтар

Головний вівтар Старого собору Саламанки є одним із найважливіших витворів релігійного мистецтва Іспанії XV століття. Він складається з 53 розписних панелей, створених між 1430 і 1450 роками, і являє собою поєднання мистецтва італійського Відродження та фламандських готичних деталей. На ньому зображено життя Діви Марії та Ісуса Христа.
Вівтар Старого собору Саламанки — це спільний шедевр трьох італійських братів. Старшому, Делло Деллі, флорентійському художнику, приписують перші 12 панелей, які вирізняються винятковою архітектурною глибиною та перспективою — нововведеннями, що було відносно новим для Іспанії на той час. Його брат, Сансон Деллі, створив кілька центральних панелей, тісно співпрацюючи з місцевими іспанськими художниками, які дотримувалися стилістичного напрямку Делло. Завершуючи цикл, Ніколас Деллі, також відомий як Ніколас Флорентіно, намалював багато пізніших панелей, включаючи зображення Страшного суду в апсиді, довівши релігійну розповідь вівтаря до її драматичного завершення.
Вінчає вівтар статуя Діви Марії Ла-Вега, покровительки Саламанки. Ця дерев'яна фігура, що датується XII століттям, покрита позолоченою бронзою та прикрашена емальованими інкрустаціями та дорогоцінним камінням. Скульптура відповідає візантійській іконографічній традиції: Діва Марія сидить нерухомо, тримаючи на колінах Немовля Христа. Спочатку статуя знаходилася у нині втраченому монастирі Санта-Марія-де-ла-Вега, розташованому в долині річки Тормес.

## Історія
Будівництво Старого собору Саламанки почалося на початку XII століття під керівництвом єпископа Ієроніма Перигорського (помер у 1120 році), невдовзі після того, як король Альфонсо VI Леонський відновив єпархію Саламанки. Ці зусилля відбулися після переселення міста під керівництвом Раймонда Бургундського, зятя Альфонсо VI, в рамках більшого християнського відвоювання та руху міського відродження на півночі Іспанії. Будівництво собору розпочалося в перехідний період європейської архітектури, коли романський стиль поступався місцем готичним формам. Ця еволюція фізично проявляється в самій споруді: масивні романські колони, спочатку призначені для підтримки циліндричних склепінь, зрештою були перекриті готичними ребристими склепіннями, що призвело до відсутності структурної безперервності між цими двома елементами. Роботи тривали поступово протягом понад століття, і собор був завершений у 1236 році, хоча стилістичні оновлення тривали протягом усього процесу.
З уведенням в експлуатацію Нового собору Саламанки близько 1520 року влада міста спочатку планувала знести Старий собор. Однак тривалі терміни будівництва Нового собору, які тривали приблизно до 1733 року, створили практичну потребу в подальшому використанні старої будівлі. Протягом цього часу Старий собор залишався головним місцем богослужіння міста, що зрештою врятувало його від руйнування. Свідченням напруженості між двома будівлями є змінений план Старого собору: лівий неф вужчий, а частина трансепту відсутня, що відображає адаптації, зроблені для розміщення сусіднього Нового собору. Через пожежу, спричинену ударом блискавки в 1705 році, дзвіницю відремонтували й перебудували в 1710 році.
Лісабонський землетрус 1755 року пошкодив Старий і Новий собори, а також спільну для них дзвіницю. Бальтазар Девретон запропонував рішення, щоб уникнути знесення дзвіниці: опоясати залізними скобами та обнести похилими стінами до висоти дзвонів. Руйнування від землетрусу зумовили реконструкцію клуатру Херонімо Гарсією де Кіньонесом у 1785 році, який добудував верхній поверх у відповідь на вимоги капітулу. Тут розташувалися архів, бібліотека та бухгалтерія. Прелат Камара, вже у XX столітті, профінансував відкриття середньовічних залишків клуатра, серед інших проєктів.

## Галерея

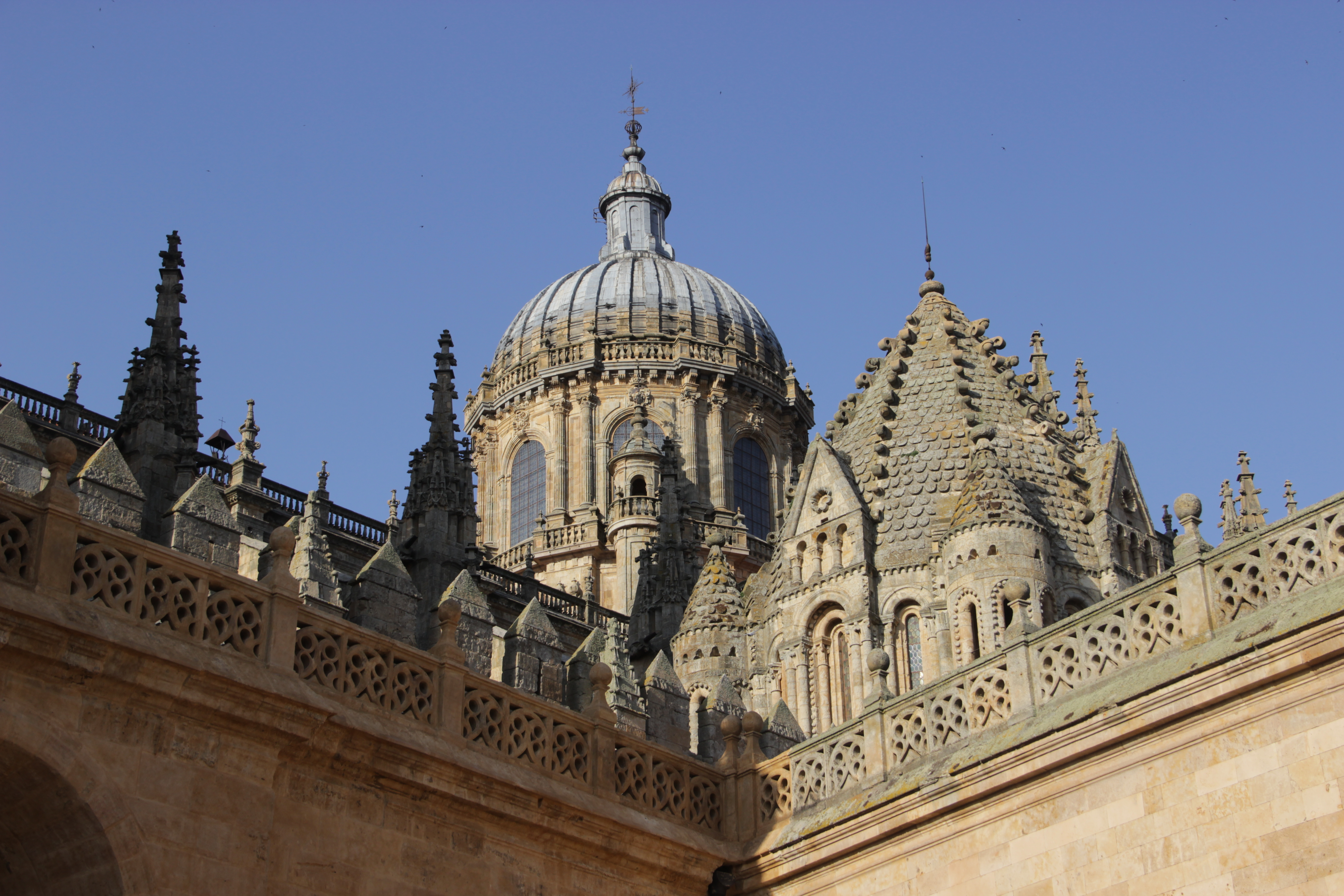
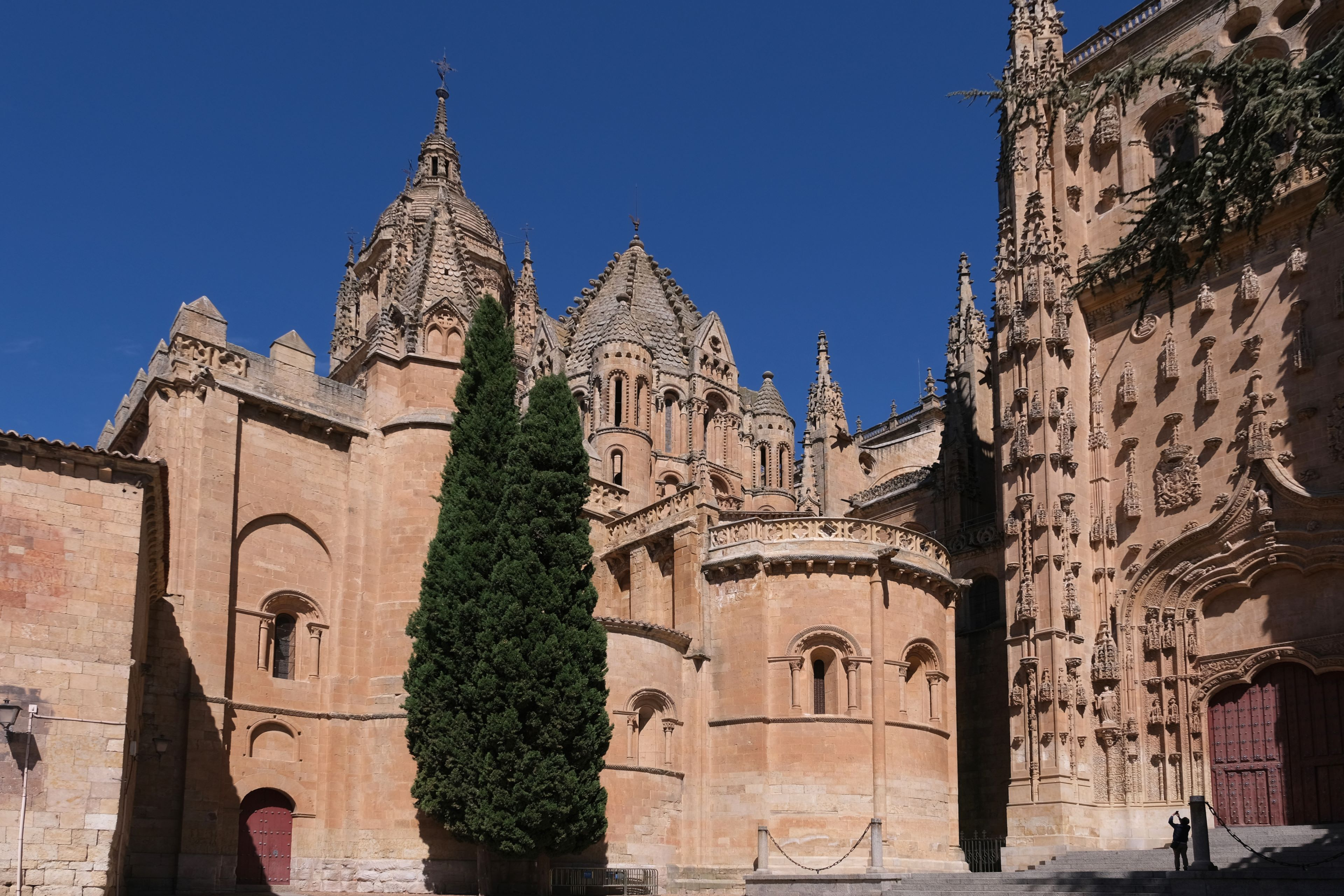
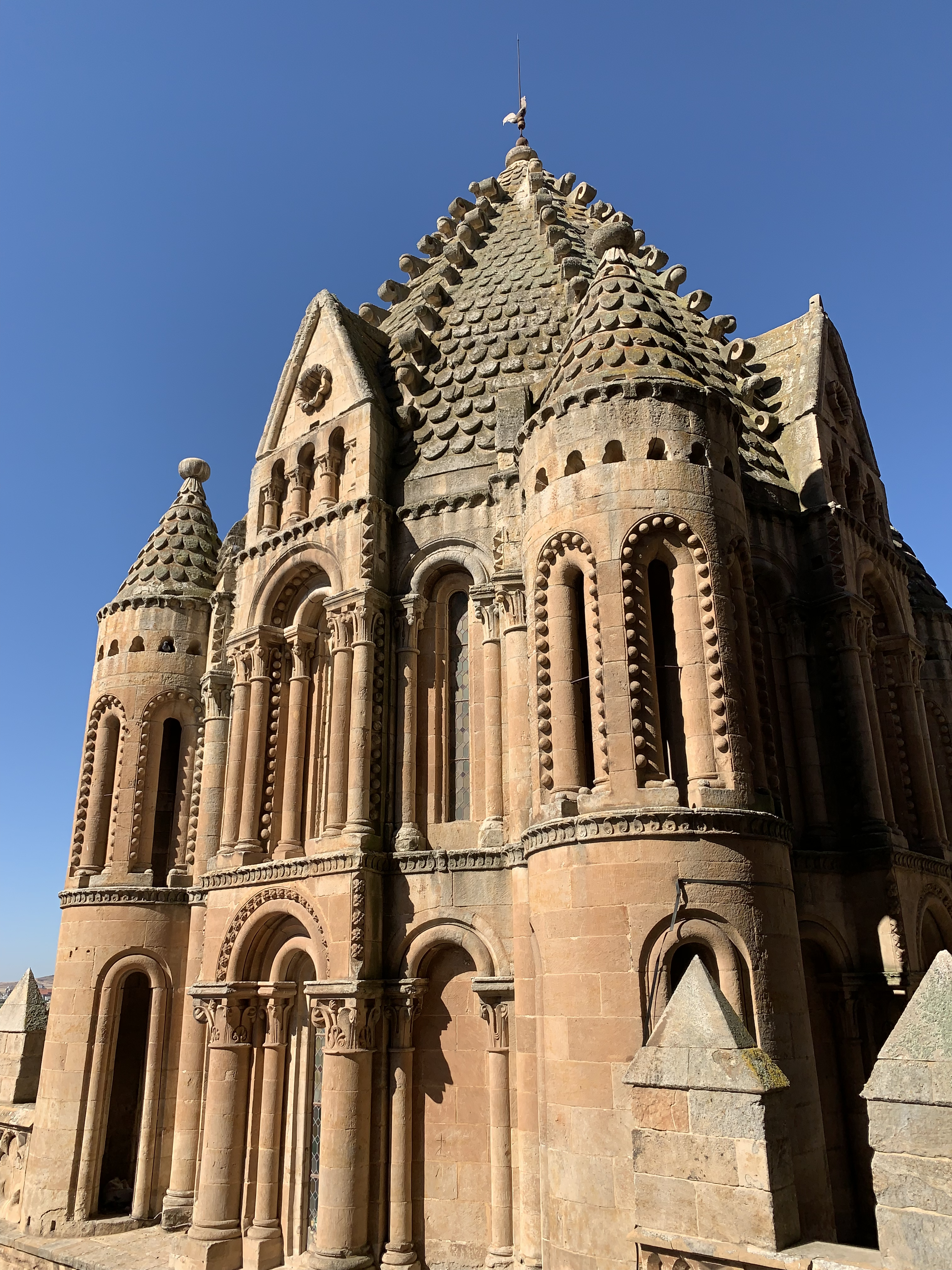
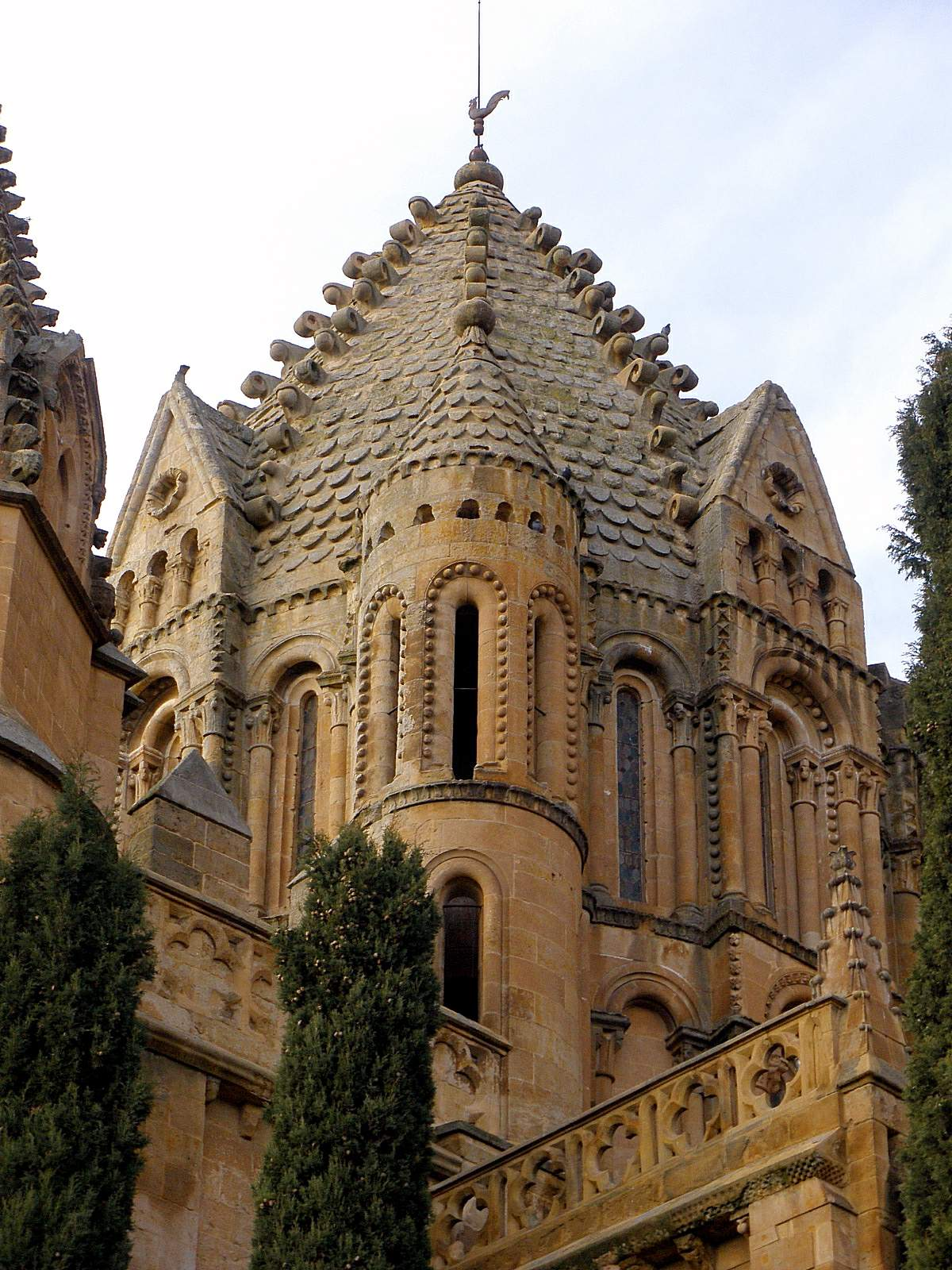
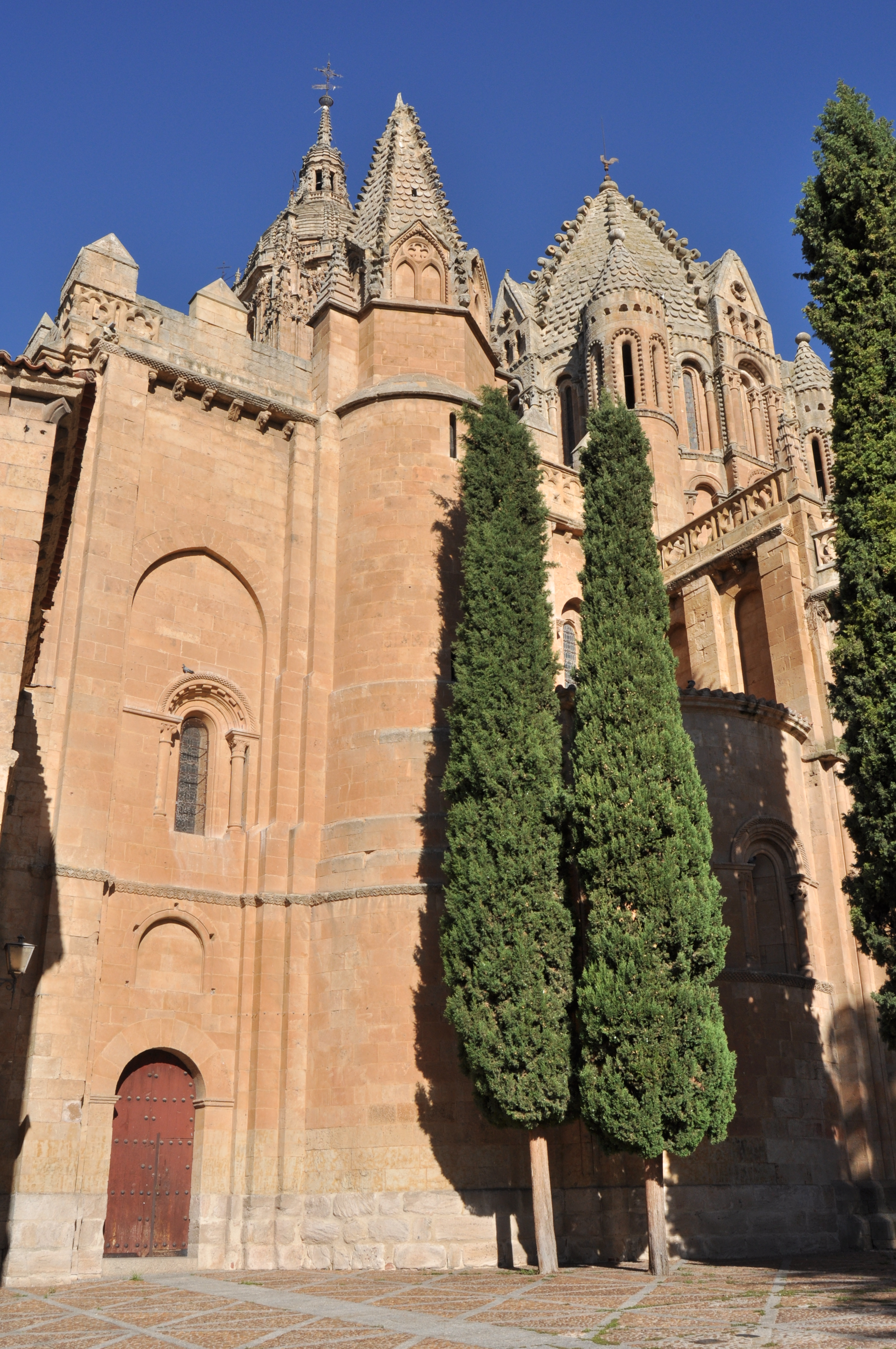
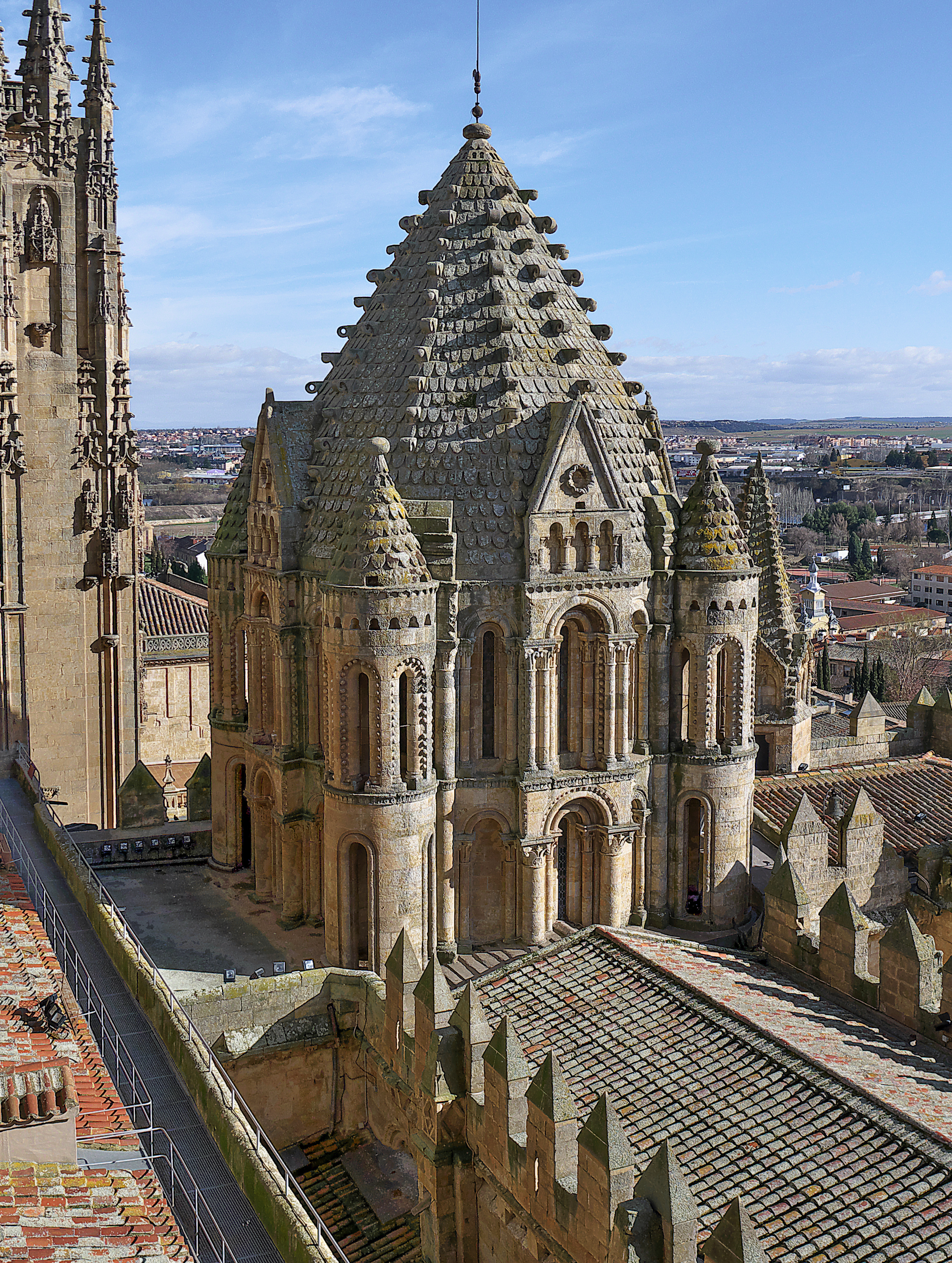
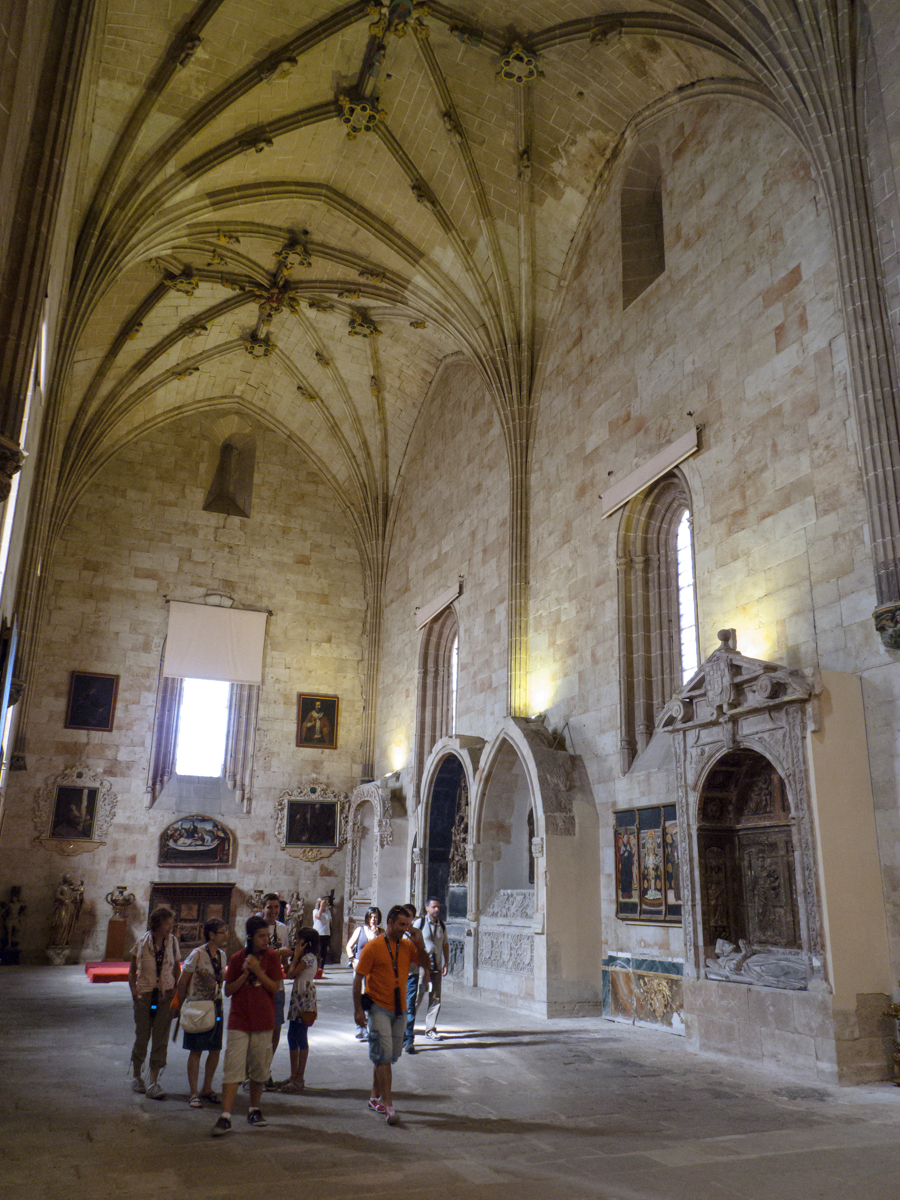
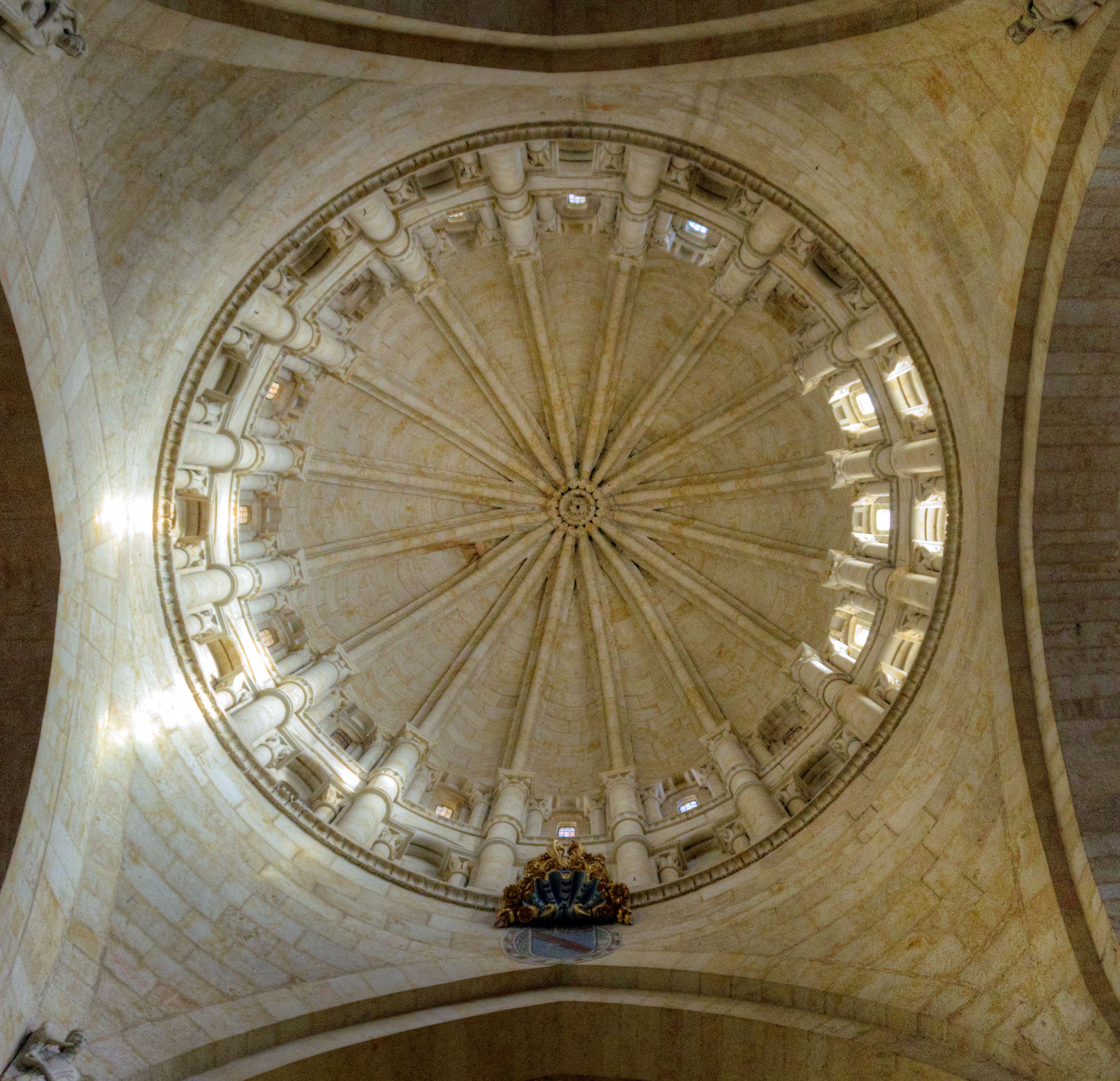
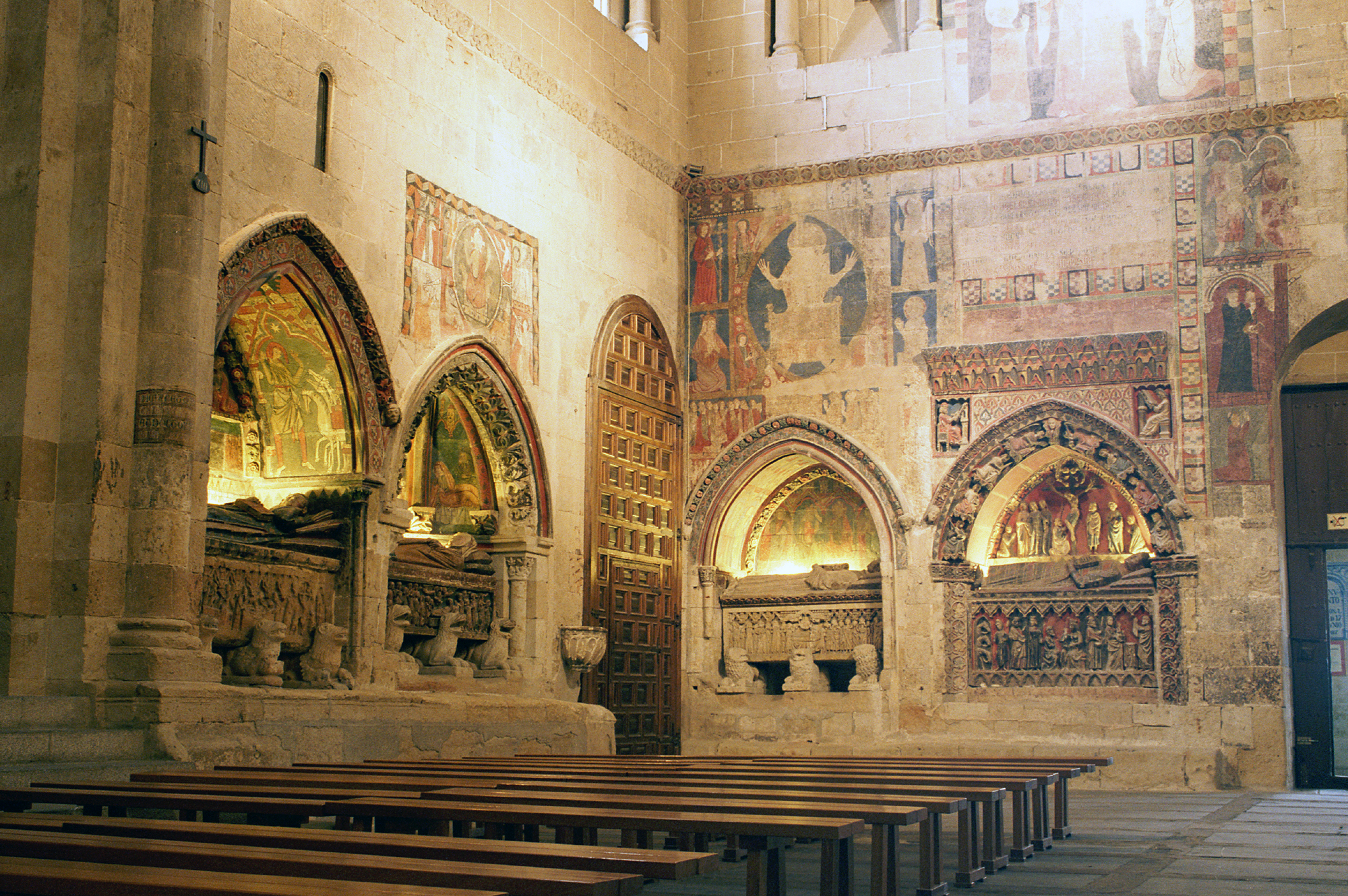
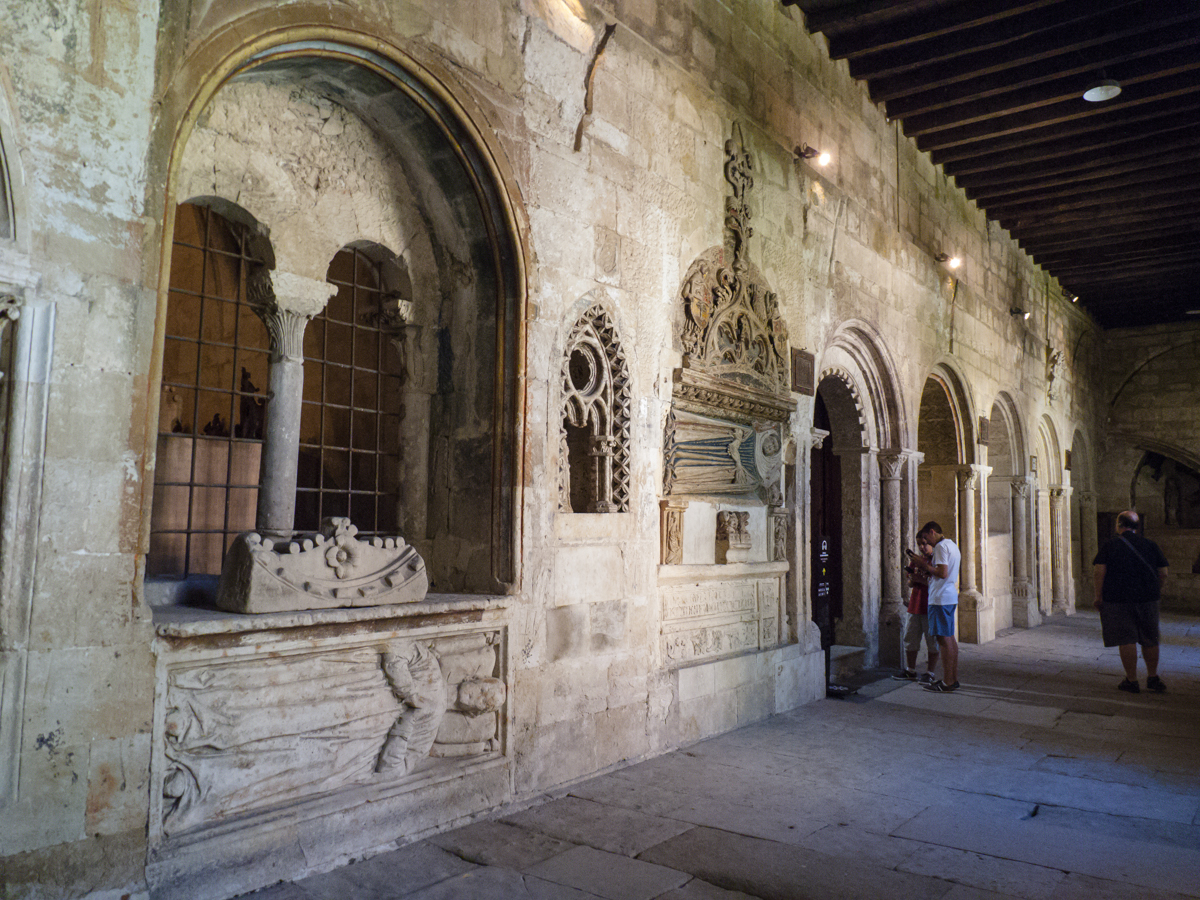
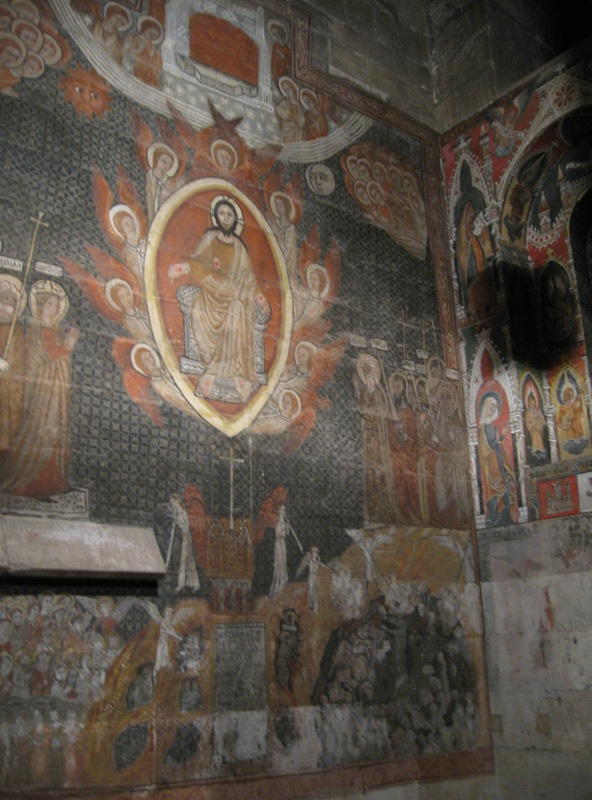
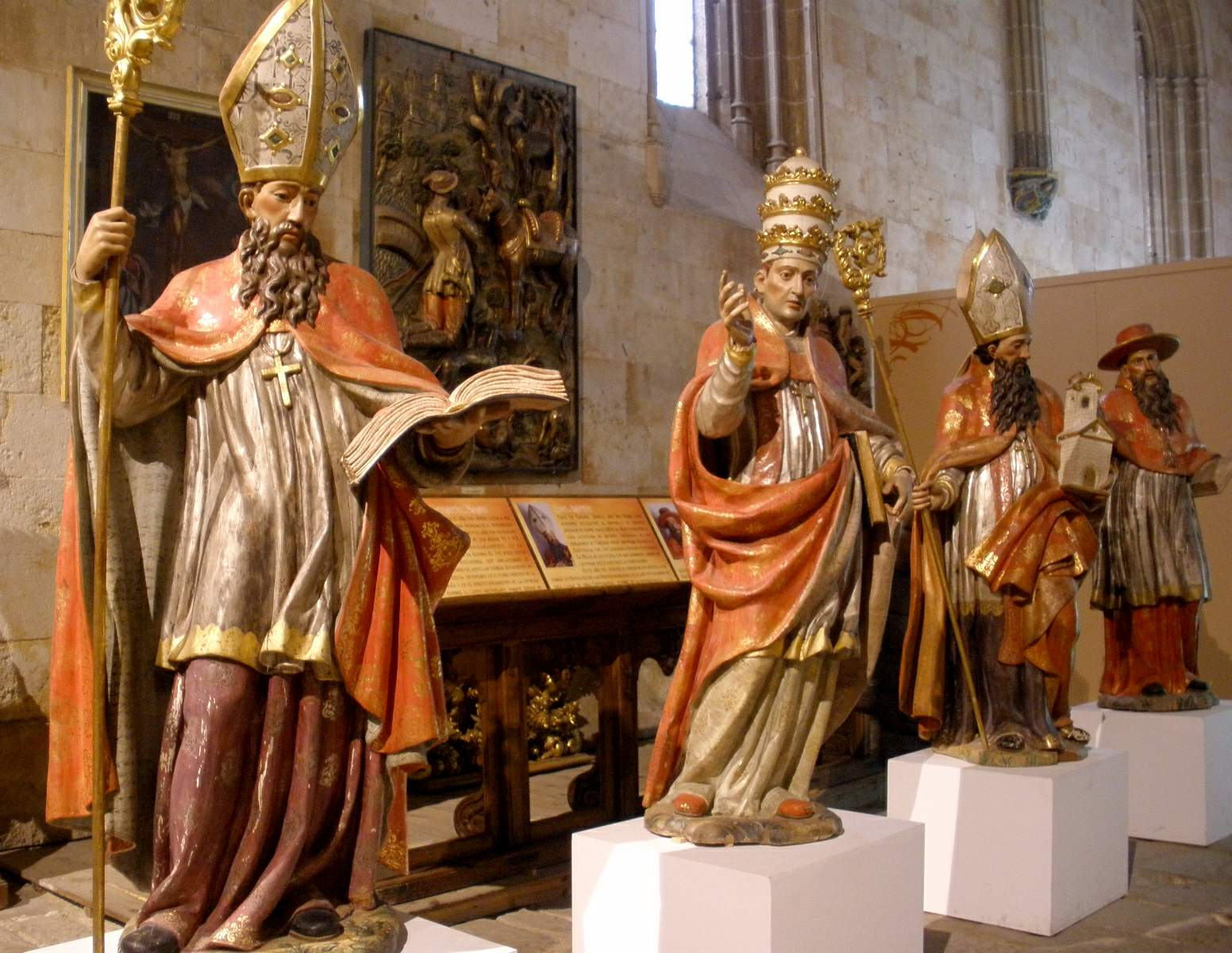